# Konyár
Konyár é um município da Hungria, situado no condado de Hajdú-Bihar. Tem 41,7 km² de área e sua população em 2015 foi estimada em 2.183 habitantes.